# Jean Tirole
Jean Tirole (n. 9 august 1953) este un economist francez influent, care a făcut cercetări în domeniul puterii de piață și a reglării piețelor cu actori puternici (monopoluri și oligopoluri). La 13 octombrie 2014 a primit Premiul Nobel pentru Științe Economice.

## Biografie
El este directorul de Toulouse School of Economics.

## Publicații
Tirole a publicat peste 200 de articole profesioniste în domeniul economiei și finanțelor, precum și 10 cărți printre care  The Theory of Industrial Organization, Game Theory (împreună cu  Drew Fudenberg), A Theory of Incentives in Procurement and Regulation (cu Jean-Jacques Laffont), The Prudential Regulation of Banks (cu Mathias Dewatripont), Competition in Telecommunications (cu Jean-Jacques Laffont), Financial Crises, Liquidity, and the International Monetary System și  The Theory of Corporate Finance.

### Cărți
- Dynamic Models of Oligopoly (cu D. Fudenberg), 1986.
- The Theory of Industrial Organization, MIT Press, 1988. Description Arhivat în 15 martie 2010, la Wayback Machine. and chapter-preview links.
- Game Theory (cu D. Fudenberg), MIT Press, 1991.
- A Theory of Incentives in Regulation and Procurement (with J.-J. Laffont), MIT Press,1993. Description Arhivat în 10 octombrie 2012, la Wayback Machine. & chapter-preview links.
- The Prudential Regulation of Banks (cu M. Dewatripont), MIT Press,1994.
- Competition in Telecommunications, MIT Press, 1999.
- Financial Crises, Liquidity and the International Monetary System, Princeton University Press, 2002.
- The Theory of Corporate Finance, Princeton University Press, 2005. Description.  Association of American Publishers 2006 Award for Excellence.
- Balancing the Banks (cu Mathias Dewatripont, and Jean-Charles Rochet), Princeton University Press, 2010.
- Inside and Outside Liquidity (cu Bengt Holmström), MIT Press, 2011.

## Legături externe
- Personal info and curriculum vitae on the IDEI website
- Bibliography
- Biography Arhivat în 18 octombrie 2014, la Wayback Machine.
- BBVA Foundation Frontiers of Knowledge Awards Arhivat în 6 iunie 2017, la Wayback Machine.